# 아프가니스탄 인민민주당
아프가니스탄 인민민주당(페르시아어: حزب دموکراتيک خلق افغانستان 헤즈브에 디무크라티케 칼크에 아프가니스탄)은 1965년 1월 1일 창당한 아프가니스탄의 사회주의 정당이다. 무함마드 다우드 칸 총리가 무함마드 자히르 샤 국왕을 폐위시킨 1973년 쿠데타에 협조하여 아프가니스탄 공화국을 세웠다. 그러나 곧 인민민주당은 다우드와 불화로 내각에서 추방되어 야당이 되었다.
1978년, 인민민주당은 아프간 국민군의 도움을 받아 다우드를 몰아내고 집권하였다. 사우르 혁명으로 아프가니스탄 민주공화국을 세운 인민민주당은 그 집권당이 되었다. 1987년 모하마드 나지불라는 아프가니스탄 민주공화국을 해체하고 아프가니스탄 공화국을 수립했으며, 1990년에는 당명을 국민당(페르시아어: حزب وطن 헤즈브에 와탄)으로 개칭했다. 1992년 아프가니스탄 공화국이 멸망했을 때 국민당도 함께 해산되었다. 당원들은 신정부에 참여하거나, 민병대를 조직하거나, 해외로 도피하는 등 제각기 흩어졌다. 나지불라파는 2004년과 2017년에 국민당을 두 차례 재창당했다.
1973년부터 아프가니스탄 인민민주당은 2개의 파벌로 나뉘었는데 그 결과 강경파인 "칼크"와 온건파인 "파샴"이 형성되었다. 1978년부터 1979년 사이에는 칼크파가 당의 다수파였으나, 1979년 칼크파의 지도자인 누르 모하마드 타라키가 살해되면서 파샴에게 다수파 직위를 넘겨주게 되었다.